# إيمانويل مورينو
إيمانويل يهودا مورينو (بالعبرية: עמנואל יהודה מורנו،) (17 يونيو 1971 في فرنسا - 19 أغسطس 2006 في جنوب لبنان، لبنان) كان عميد إسرائيلي من إحدى وحدات النخبة في الجيش الإسرائيلي وهي وحدة استطلاع هيئة الأركان العامة الإسرائيلية الذين سقطوا في القتال في نهاية من حرب لبنان 2006.

## السيرة الذاتية
ولد مورينو في فرنسا لسيلفيا وشلومو إيلان مورينو. هاجرت عائلة مورينو إلى إسرائيل عندما كان عمره سنة واحدة. درس إيمانويل في القدس ودرس في معهد شالوم هارتمان وبول هملفارب الثانوية وبني ديفيد ميشينا قبل الانضمام إلى الجيش في إيلي.
خدم مورينو في ماتكال لمدة 16 عاما وترقى حتى وصل إلى رتبة عقيد وهي الرتبة التي منحت له شخصيا من قبل الرئيس السابق لشعبة الاستخبارات العسكرية اللواء أهرون زئيفي فركش. بما أن هذه الرتبة تساوي رتبة قائد سيريت ماتكال وهو دور لم ينجزه مورينو فقد اعتبر ذلك حدثا استثنائيا. القائد السابق للماتكال هرتسي هليفي وصف طابع إيمانويل الفريد كمقاتل في الجيش الإسرائيلي: «إذا كان الجيش الإسرائيلي هو أفضل جيش في العالم فإن ماتكال هو أفضل وحدة في الجيش الإسرائيلي وإيمانويل هو أفضل جندي في الوحدة ومن ثم فإن إيمانويل هو أفضل جندي في العالم.» قال هيرزي هاليفي هذا عندما كان إيمانويل لا يزال على قيد الحياة. وصف آفي ديختر وزير سابق للأمن الداخلي الذي خدم أيضا في ماتكال بأن إيمانويل كان رأس الحربة في وحدته«وهو قوة النخبة في قوة النخبة». على مر السنين تم تدريب إيمانويل للعمليات الخاصة مما يتطلب مستوى عال للغاية من المهارة ومخاطر التسامح أبعد من ذلك من «متوسط» جندي يخدم في ماتكال. من بين مهام أخرى شارك مورينو في اعتقال زعيم حزب الله اللبناني مصطفى ديراني من منزله في لبنان في عام 1994 وقاد مهمة إنقاذ سائق سيارة الأجرة إلياهو جوريل الذي اختطفه الفلسطينيون في عام 2003 واحتجز في قبو بالقرب من رام الله. العديد من عمليات الكوماندوز شارك فيها مورينو لا تزال غير مصنفة. لم يصدر الجيش الإسرائيلي حتى يومنا هذا صورته للجمهور لأسباب تتعلق بالأمن القومي.
على الرغم من أن الجيش الإسرائيلي لم يفرج عن معلومات عن الغارة التي قتل فيها مورينو فقد تم تصفيتها إلى وسائل الإعلام الإسرائيلية. ذكرت وسائل الإعلام أن مورينو وفريق الكوماندوز قد هبطا إلى المنطقة بطائرة هليكوبتر مع اثنين من همفيز. كانت مهمتهم مهاجمة قاعدة لحزب الله في قرية بودي قرب بعلبك التي استخدمها حزب الله لتهريب الأسلحة. تم اكتشاف فريق الكوماندوز حول قاعدة الحراسة المشددة وتلا ذلك معركة ضارية. قتل مورينو وجرح ضابطان. كما قتل ما لا يقل عن ثلاثة من مقاتلي حزب الله وأسر اثنين. أدى إغلاق الدعم الجوي من الطائرات المقاتلة والمروحيات الهجومية إلى منع تعزيزات حزب الله من الوصول إلى المعركة أو تطويق الكوماندوز. تم استخراج الكوماندوز جنبا إلى جنب مع جثة مورينو وسجناء حزب الله بعد قتال مطول.
عاش مورينو في تلميم وهو موشاف في منطقة هيفيل لاخيش في جنوب إسرائيل. خلف إيمانويل البالغ من العمر 35 عاما زوجة مايا وثلاثة أطفال. خدم أربعة من إخوته في وحدات قوات الدفاع الإسرائيلية النخبة بما في ذلك شقيقه الأصغر «د» الذي استمر في طريقه وعمل في وقت لاحق في منصب رفيع المستوى داخل نفس الوحدة.

## بعد وفاته
بعد وفاته بفترة وجيزة منح إيمانويل جائزة مؤتمر القدس للبطولة اليهودية (برعاية القناة 7). كما حصل على جائزة بيغن من مركز مناحيم بيغن للتراث في القدس لمساهمته الاستثنائية في دولة إسرائيل. مع قرار لجنة بيغن بمنحه الجائزة أشيد بإيمانويل لشجاعته البارزة وقوته الروحية.
في 27 أبريل 2008 منح رئيس شعبة الاستخبارات العسكرية إيمانويل لقب رئيس استشهاد القيادة القطرية: «لله العديد من سنوات من التفاني لأمن دولة إسرائيل ومشاركته في العديد من عمليات الجيش الإسرائيلي طوال حرب لبنان الثانية».
بعد وفاته أنشأت أسرة إيمانويل منظمة غير ربحية وهي بداركي إيمانويل (في طريق إيمانويل) التي تدعم المبادرات التعليمية والقيادة للشباب في إسرائيل. في عام 2008 تم تسمية نبع طبيعي في ميفاسيريت زيون خارج القدس مباشرة بعده.